# Girlsway
Girlsway es un estudio de cine pornográfico estadounidense creado en octubre de 2014 por FamDollars, subsidiaria de Gamma Entertainment, que produce películas especializadas en temática lésbica. También se encarga de la distribución de muchas películas realizadas por Girlfriends Films.
En enero de 2016, el estudio produjo la película The Business of Women, que recibió el Premio XBIZ en la categoría de Película lésbica del año. Un año más tarde, la cinta Missing: A Lesbian Crime Story recibió dos premios AVN en las categorías de Mejor película lésbica y a la Mejor escena de sexo lésbico para Riley Reid y Reena Sky. También en 2017 Little Red: A Lesbian Fairytale recibió dos premios XBIZ en a Película lésbica del año y Mejor montaje.
Durante dos años consecutivos, en 2018 y 2019, Girlsway recibió el Premio XBIZ en la categoría de Sitio lésbico del año.

## Actrices
Algunas de las actrices que trabajan (o han trabajado) para Girlsway son:
- Abella Danger
- Abigail Mac
- Adria Rae
- Adriana Chechik
- Aidra Fox
- Alana Cruise
- Alex More
- Alexis Crystal
- Alexis Fawx
- Alexis Texas
- Angela White
- Anya Olsen
- Arya Fae
- Ashley Adams
- Ava Addams
- Avi Love
- Brandi Love
- Brett Rossi
- Bridgette B.
- Cali Carter
- Candice Dare
- Carmen Caliente
- Carter Cruise
- Casey Calvert
- Chanel Preston
- Chanell Heart
- Charlotte Sartre
- Cherie DeVille
- Chloe Amour
- Cory Chase
- Dahlia Sky
- Dana DeArmond
- Dani Daniels
- Darcie Dolce
- Dava Foxx
- Elena Koshka
- Elle Alexandra
- Foxy Di
- Gia Derza
- Gia Paige
- Gina Gerson
- Giselle Palmer
- Henessy
- India Summer
- Ivy Lebelle
- Jaclyn Taylor
- Jada Stevens
- Jade Nile
- Jasmine Jae
- Jessa Rhodes
- Jill Kassidy
- Joanna Angel
- Julia Ann
- Karlie Montana
- Karma Rx
- Katrina Jade
- Kendra James
- Kendra Lust
- Kenzie Reeves
- Kissa Sins
- Lana Rhoades
- Lauren Phillips
- Lena Paul
- Lexi Belle
- Lisa Ann
- Luna Star
- Maddy O'Reilly
- Mandy Muse
- Marley Brinx
- Mia Malkova
- Moka Mora
- Mona Wales
- Monique Alexander
- Naomi Woods
- Natasha Nice
- Nickey Huntsman
- Nicole Aniston
- Nina Elle
- Olivia Austin
- Riley Reid
- Romi Rain
- Sabina Rouge
- Samantha Hayes
- Sarah Jessie
- Sarah Vandella
- Scarlet Red
- Silvia Saige
- Sofi Ryan
- Syren De Mer
- Taissia Shanti
- Tali Dova
- Tanya Tate
- Teanna Trump
- Tiffany Watson
- Valentina Nappi
- Veronica Avluv
- Verónica Rodríguez
- Vicki Chase
- Whitney Wright
- Yhivi
- Ziggy Star
- Zoey Monroe

## Girlsway Girls

### Girlsway Girl del mes
Entre 2015 y 2019, el sitio eligió mensualmente a sus Girlsway Girl (o Chica del mes).
| Año  | Enero            | Febrero        | Marzo          | Abril          | Mayo          | Junio          | Julio            | Agosto            | Septiembre     | Octubre         | Noviembre   | Diciembre     |
| ---- | ---------------- | -------------- | -------------- | -------------- | ------------- | -------------- | ---------------- | ----------------- | -------------- | --------------- | ----------- | ------------- |
| 2015 | Lola Foxx        | Shyla Jennings | Samantha Rone  | Cherie DeVille | Jenna Sativa  | Abigail Mac    | Vanessa Veracruz | Charlotte Stokely | Dillion Harper | Adriana Chechik | Tara Morgan | Sasha Heart   |
| 2016 | Mercedes Carrera | Sara Luvv      | Abella Danger  | Kenna James    | Mia Malkova   | Riley Reid     | Serena Blair     | Jelena Jensen     | Cassidy Klein  | Celeste Star    | Cadence Lux | Reena Sky     |
| 2017 | Bree Daniels     | Uma Jolie      | Alexis Fawx    | Angela White   | Kristen Scott | A.J. Applegate | Georgia Jones    | Brett Rossi       | April O'Neil   | Penny Pax       | Keisha Grey | Melissa Moore |
| 2018 | Piper Perri      | Brandi Love    | Eliza Jane     | Scarlett Sage  | Chloe Cherry  | Whitney Wright | Mindi Mink       | Kenzie Reeves     | Alina Lopez    | Adria Rae       | Lena Paul   | Ivy Wolfe     |
| 2019 | Kira Noir        | Aidra Fox      | Gina Valentina | Emily Willis   | Kendra Spade  | Jane Wilde     | India Summer     | Katie Morgan      | Karla Kush     | Gianna Dior     | Gia Derza   | Jade Baker    |

### Girlsway Girl of the Year
También de manera anual, Girlsway elegía a su Chica del Año.
| 2015           | 2016          | 2017         | 2018        | 2019         |
| -------------- | ------------- | ------------ | ----------- | ------------ |
| Shyla Jennings | Jelena Jensen | April O'Neil | Alina Lopez | Emily Willis |

## Premios y nominaciones
| Año  | Ceremonia          | Resultado | Premio                         |
| ---- | ------------------ | --------- | ------------------------------ |
| 2016 | Premios AVN        | Nominado  | Mejor nuevo estudio            |
| 2016 | Premios AVN        | Nominado  | Mejor sitio web de suscripción |
| 2016 | Premios XBIZ       | Nominado  | Mejor nuevo estudio del año    |
| 2016 | Premios XBIZ       | Nominado  | Estudio del año                |
| 2016 | Premios Nightmoves | Nominado  | Mejor productora del año       |
| 2017 | Premios AVN        | Nominado  | Mejor campaña de marketing     |
| 2017 | Premios AVN        | Nominado  | Mejor sitio web de suscripción |
| 2017 | Premios Spank Bank | Nominado  | Sitio web del año              |
| 2017 | Premios Spank Bank | Nominado  | Productora del año             |
| 2017 | Premios XBIZ       | Nominado  | Estudio del año                |
| 2018 | Premios AVN        | Nominado  | Mejor campaña de marketing     |
| 2018 | Premios Nightmoves | Nominado  | Mejor productora del año       |
| 2018 | Premios Spank Bank | Nominado  | Estudio de producción del año  |
| 2018 | Premios Spank Bank | Nominado  | Página web de pago del año     |
| 2018 | Premios XBIZ       | Ganador   | Sitio lésbico del año.         |
| 2018 | Premios XBIZ       | Nominado  | Mejor campaña de marketing     |
| 2018 | Premios XCritic    | Nominado  | Estudio del añon               |
| 2018 | Premios XCritic    | Nominado  | Mejor sitio web de suscripción |
| 2019 | Premios AVN        | Nominado  | Mejor campaña de marketing     |
| 2019 | Premios XBIZ       | Ganador   | Sitio lésbico del año          |
| 2020 | Premios XBIZ       | Nominado  | Sitio lésbico del año          |
| 2021 | Premios XBIZ       | Ganador   | Sitio lésbico del año          |
| 2022 | Premios XBIZ       | Ganador   | Sitio lésbico del año          |